# Diamant-Norm
Mithilfe der Diamant-Norm werden in der Quantenmechanik häufig Abstände zweier Quantenkanäle angegeben. Durch den Jamiolkowski-Isomorphismus lässt sich dieser Abstand auch auf Zustände erweitern. Bei quantenmechanischen Messungen wird das System gestört, der Zustand des Quants ändert sich. In theoretischen Überlegungen wird eine quantenmechanische Messung durchgeführt, indem ein linearer Operator auf den vorigen Zustand angewandt wird. Die Eigenwerte, die das Produkt aus Operator und Eigenvektoren hat, sind alle möglichen Messwerte, die bei einer Messung auftreten können. Es stellt sich nach der Messung die Frage, wie weit die Zustände, in denen sich die Quanten nun befinden, auseinanderliegen. Eine Möglichkeit, diesen Abstand zu bestimmen, wird durch die Diamant-Norm gegeben.
Sei {\displaystyle \Phi } ein Quantenkanal und {\displaystyle J(\Phi )} der zugehörige Zustand:
{\displaystyle J(\Phi )={\frac {1}{n}}\sum _{1\leq i,j\leq n}\Phi \left(\left|i\right\rangle \left\langle j\right|\right)\otimes \left|i\right\rangle \left\langle j\right|}
Hierbei wird, wenn die Karten des Kanals zwei beliebigen {\displaystyle M_{m}(\mathbb {C} )} und {\displaystyle M_{n}(\mathbb {C} )} mit {\displaystyle m,n\in \mathbb {R} ^{+}} entsprechen, die Matrix {\displaystyle J(\Phi )} auch als Choi-Jamiolkowski-Darstellung bezeichnet. Nun seien {\displaystyle \Phi _{1},\Phi _{2}} zwei Quantenkanäle, dann entspricht der Abstand in der Diamant-Norm:
{\displaystyle \left\|\Phi _{1}-\Phi _{2}\right\|_{\diamond }=\sup _{\rho }\left\|(\Phi _{1}\otimes \operatorname {Id} _{k})(\rho )-(\Phi _{2}\otimes \operatorname {Id} _{k})(\rho )\right\|_{1}}
mit {\displaystyle \operatorname {Id} _{k}} Identitätskanal, abgebildet von {\displaystyle M_{k}(\mathbb {C} )} auf sich selbst, {\displaystyle \|\cdot \|_{1}} Spur-Norm, dem Supremum über alle {\displaystyle k\geq 1} und allen Dichteoperatoren {\displaystyle \rho } aus {\displaystyle M_{nk}=M_{n}\otimes M_{k}}. Dieses Supremum ist stets errechenbar für ein fest gewähltes {\displaystyle k}. Der entsprechend berechnete  Abstand drückt ebenso die Irrtumswahrscheinlichkeit für eine Missdeutung des Ergebnisses zweier Quantenkanäle aus und wird bei entsprechenden Vergleichsberechnungen gerne herangezogen.:In vielen Fällen hilft auch die reine Verwendung der Spur-Norm, manchmal liefert sie aber keine zufriedenstellenden Ergebnisse, insbesondere bei der Betrachtung von Quantenkanälen.